# Shuto Minami
Shuto Minami (南 秀仁 Minami Shuto?), född 5 maj 1993 i Kanagawa prefektur, är en japansk fotbollsspelare.
Minami började sin karriär 2010 i Tokyo Verdy. 2013 blev han utlånad till FC Machida Zelvia. Han gick tillbaka till Tokyo Verdy 2014. Han spelade 89 ligamatcher för klubben. 2017 flyttade han till Montedio Yamagata.